# La Poursuite sauvage
Pour plus de détails, voir Fiche technique et Distribution.
La Poursuite sauvage (titre original : The Revengers) est un film américano-mexicain réalisé par Daniel Mann, sorti en 1972.

## Synopsis
John Benedict découvre que sa famille a été tuée par un groupe d'indiens mené par un dénommé Tarp. Il décide de se venger et recrute des bagnards pour retrouver les auteurs du massacre.

## Fiche technique
- Titre français : La Poursuite sauvage
- Titre original : The Revengers
- Réalisation : Daniel Mann, assisté de Ray Kellogg
- Scénario : Wendell Mayes d'après une histoire de Steven W. Carabatsos
- Directeur de la photographie : Gabriel Torres
- Montage : Walter Hannemann et Juan José Marino
- Musique originale : Pino Calvi
- Production : Martin Rackin
- Sociétés de production : Cinema Center Films & Studios Churubusco
- Société de distribution : National General Pictures (en)
- Genre : Western
- Pays de production:  États-Unis,  Mexique
- Format : Couleur - Mono - 35 mm - 2.35:1
- Durée : 106 minutes
- Dates de sortie :
  - États-Unis : 21 juin 1972
  - Mexique : 19 avril 1973

## Distribution
- William Holden (VF : Raymond Loyer) : John Benedict
- Ernest Borgnine (VF : Jacques Dynam) : William « Bill » Peter Hoop
- Woody Strode (VF : Serge Sauvion) : Job
- Jorge Luke (VF : Gérard Hernandez) : Chamaco
- Jorge Martinez de Hoyos (VF : Serge Lhorca) : Cholo
- Roger Hanin (VF : lui-même) : Quiberon
- Reinhard Kolldehoff (VF : Yves Brainville) : Zweig
- Susan Hayward (VF : Nicole Maurey) : Elizabeth Reilly
- Arthur Hunnicutt (VF : Henri Virlogeux) : Free Obson
- Warren Vanders (VF : Marc de Georgi) : Tarp
- James Daughton : Morgan Benedict
- Lorraine Chanel : Della Benedict
- Scott Holden (VF : Bernard Murat) : Le lieutenant commandant le camp
- Larry Pennell (VF : Claude Joseph) : Arny